# Helene Gerl
Helene Gerl (15. Februar 1847 in Coburg – 1905) war eine österreichische Opernsängerin (Sopran).

## Leben
Gerl folgte den Traditionen ihrer Familie und betrat ebenfalls, ihre schöne Stimme ausnutzend, den Bühnenweg. Sie wurde zuerst von ihrem Vater Johannes Gerl und später von Pauline Viardot-García ausgebildet. Sie debütierte am 13. September 1867 als „Gilda“ in Rigoletto am Hoftheater in Coburg, wo sie höchst erfolgreich bis 1881 wirkte und bereits 1869 in Anerkennung ihrer Verdienste zur „herzoglich sächsischen Kammersängerin“ ernannt wurde.
1881 trat die Künstlerin in den Verband der Braunschweiger Hofbühne, wo sie am 14. September 1892 ihr fünfundzwanzigjähriges Dienstjubiläum unter besonderer Würdigung ihrer künstlerischen Leistungen beging und bis 1895, ihrem gänzlichen Abgang von der Bühne, verblieb. Gerl hat ihren Wohnsitz in Braunschweig beibehalten.
Ihre Großeltern väterlicherseits waren Judas Thaddäus und Franziska Gerl.

## Rollen (Auswahl)
- Gilda – Rigoletto (Giuseppe Verdi)
- Clorinda – La Cenerentola (Gioachino Rossini)
- Suschen – Die beiden Schützen (Albert Lortzing)
- Lenchen – Das Fest der Handwerker (Louis Angely)